# James Duane Doty
James Duane Doty (5 novembre 1799 – 13 juin 1865) est un homme politique américain qui fut gouverneur du Territoire du Wisconsin de 1841 à 1844 puis gouverneur du Territoire de l'Utah de 1863 jusqu'à sa mort en 1865.

## Biographie
James Duane Doty est né le 5 novembre 1799 à Salem dans l'État de New York. Il étudie le droit puis s'installe en 1818 à Détroit dans le territoire du Michigan où il commence à pratiquer.
Doty est élu délégué au Congrès des États-Unis pour le territoire du Wisconsin en 1839 sous les couleurs du Parti démocrate et siège jusqu'en 1841. Il est ensuite nommé au poste de gouverneur du territoire du Wisconsin de 1841 à 1846.
Après que le Wisconsin soit devenu un État des États-Unis en 1848, Doty est de nouveau élu au Congrès des États-Unis et siège de 1849 à 1853. Il est ensuite nommé surintendant aux affaires indiennes pour le territoire de l'Utah en 1861 puis gouverneur du territoire de 1863 jusqu'à sa mort, le 13 juin 1865 à Salt Lake City.